# دیه‌گو فابری
دیه‌گو فابری (ایتالیایی: Diego Fabbri؛ ۲ ژوئیهٔ ۱۹۱۱ – ۱۴ اوت ۱۹۸۰) نمایشنامه‌نویس، فیلم‌نامه‌نویس، نویسنده، روزنامه‌نگار و بازیگر اهل ایتالیا بود.
فابری در سال ۱۹۳۶ از دانشگاه بولونیا در رشته اقتصاد و تجارت فارغ التحصیل شد. اما او نویسندگی را خیلی قبل از آن شروع کرده بود. اولین نمایشنامه او به نام گل‌های درد در سال ۱۹۲۸ منتشر شد که توسط دولت فاشیست ممنوع شد. در سال ۱۹۳۸ برای نوشتن نمایشنامه غایب با گیدو کیزا همکاری کرد. سپس در سال ۱۹۴۰ به سمت منشی مرکز فیلم کاتولیک منصوب شد. او این سمت را تا سال ۱۹۵۹ حفظ کرد. در این مدت، فابری کار بر روی نمایشگاه ادبی را آغاز کرد. کارگردان مشترک او در این پروژه شاعر وینچنزو کاردارلی بود. این پروژه تا سال ۱۹۶۶ تکمیل نشد و وینچنزو کاردارلی برای دیدن آن زنده نماند.
فابری در سال ۱۹۴۰ بسیار پرکار بود. تعهد فابری به ایجاد یک تئاتر ملی در اعلامیه مانیفست برای یک تئاتر مردمی، که وی در سال ۱۹۴۳ امضا کرد، به همراه نویسندگان برجسته‌ای مانند پاندولی و تولیو پینه‌لی منعکس شده است. فابری یکی از بنیانگذاران اتحادیه ملی نویسندگان درام در سال ۱۹۴۵ بود.
فابری در فورلی متولد شد ، جایی که یک تئاتر به نام او نامگذاری شده است. بهترین نمایشنامه‌های شناخته شده وی تفتیش عقاید و پردازشی از محاکمه عیسی است. او در ریچونه درگذشت.
از فیلم‌ها یا مجموعه‌های تلویزیونی که وی در آن‌ها نقش داشته‌است، می‌توان به بی‌غیرت ارجمند، ژنرال دلا روره و ده فرمان اشاره نمود.